# Gongora fulva
Gongora fulva är en orkidéart som beskrevs av John Lindley. Gongora fulva ingår i släktet Gongora och familjen orkidéer. Inga underarter finns listade i Catalogue of Life.

## Bildgalleri

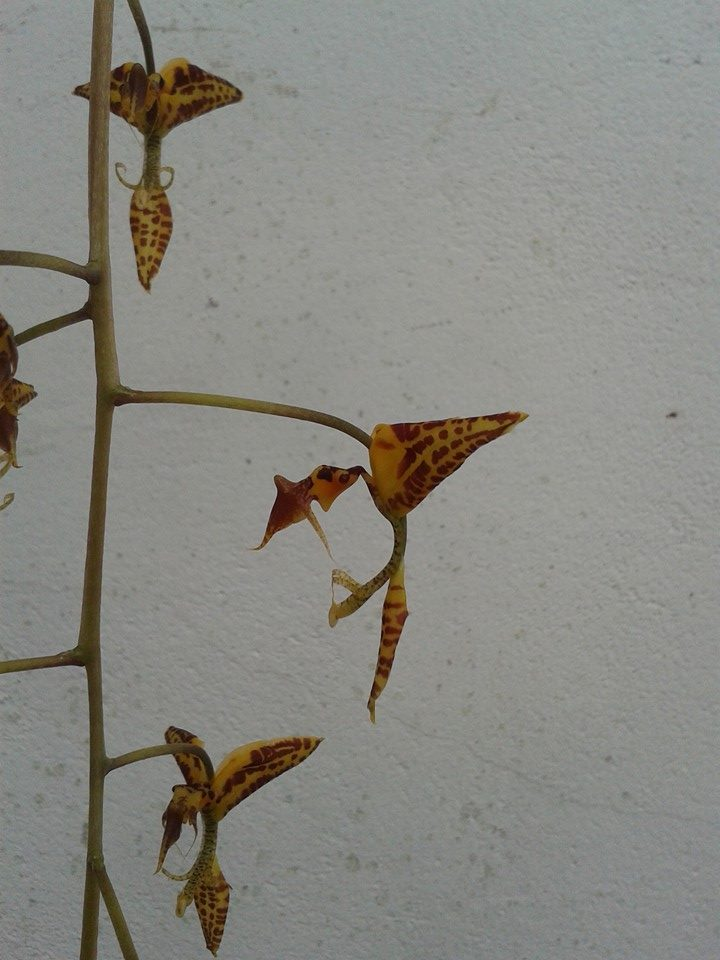
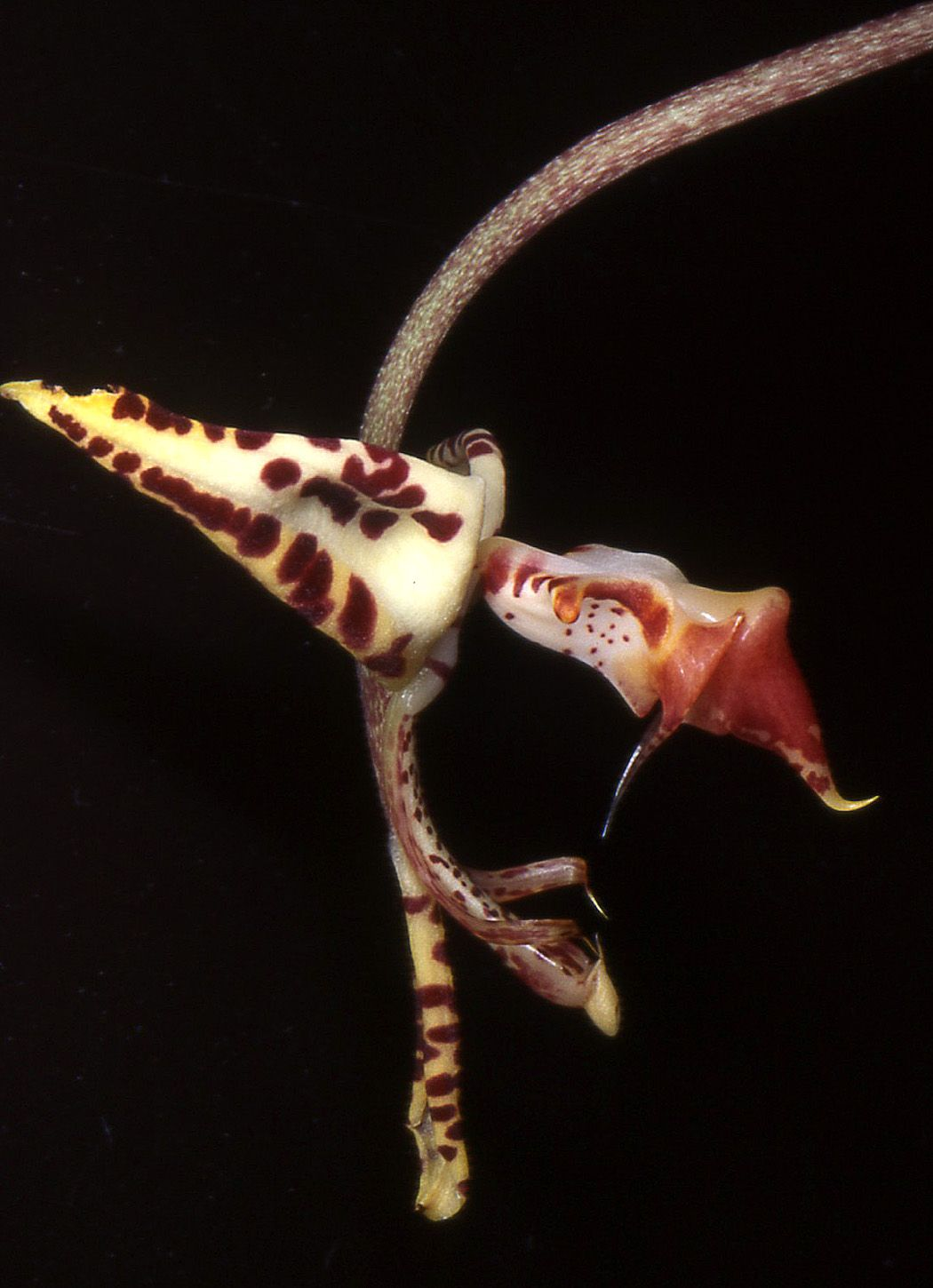
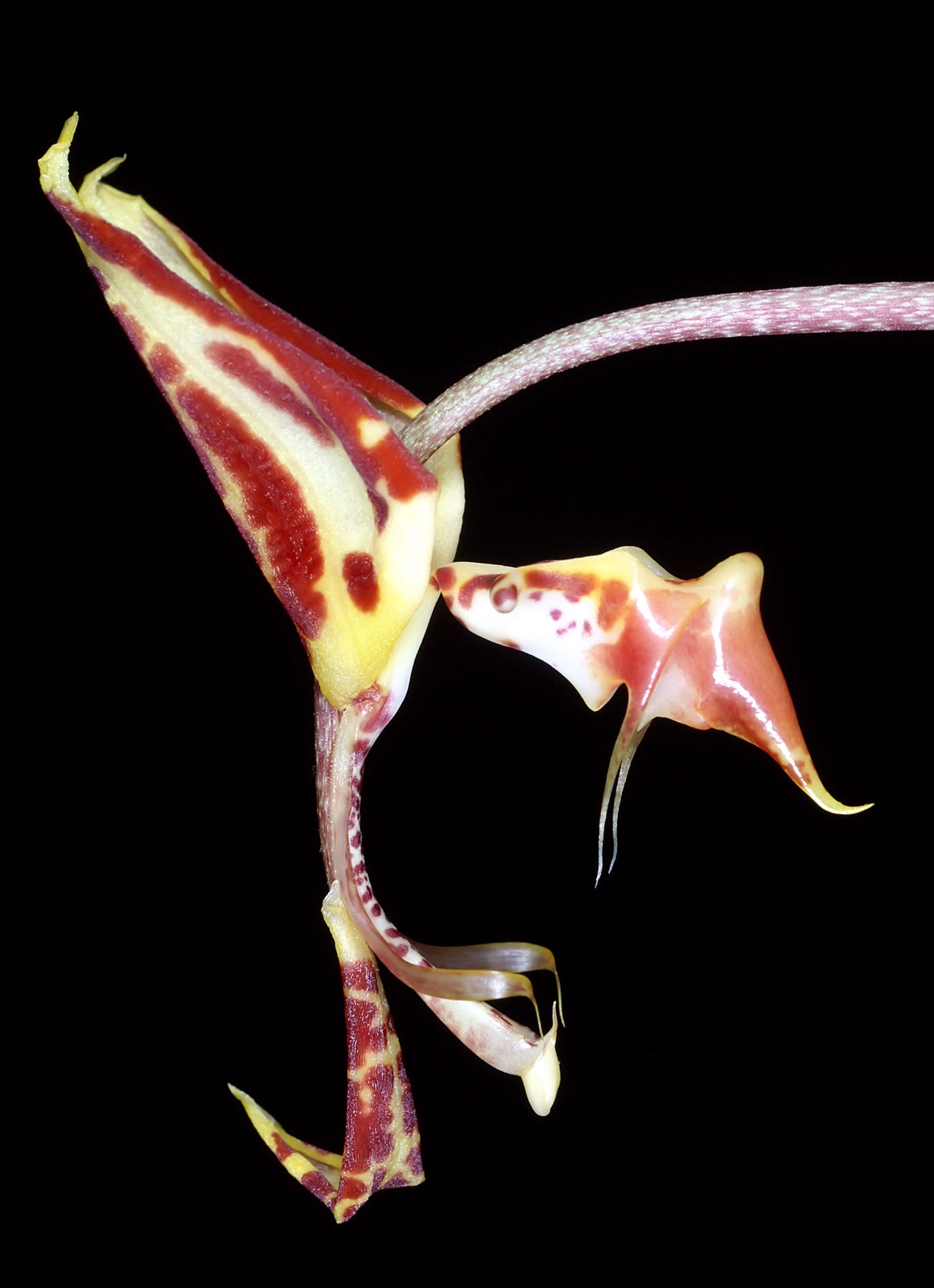
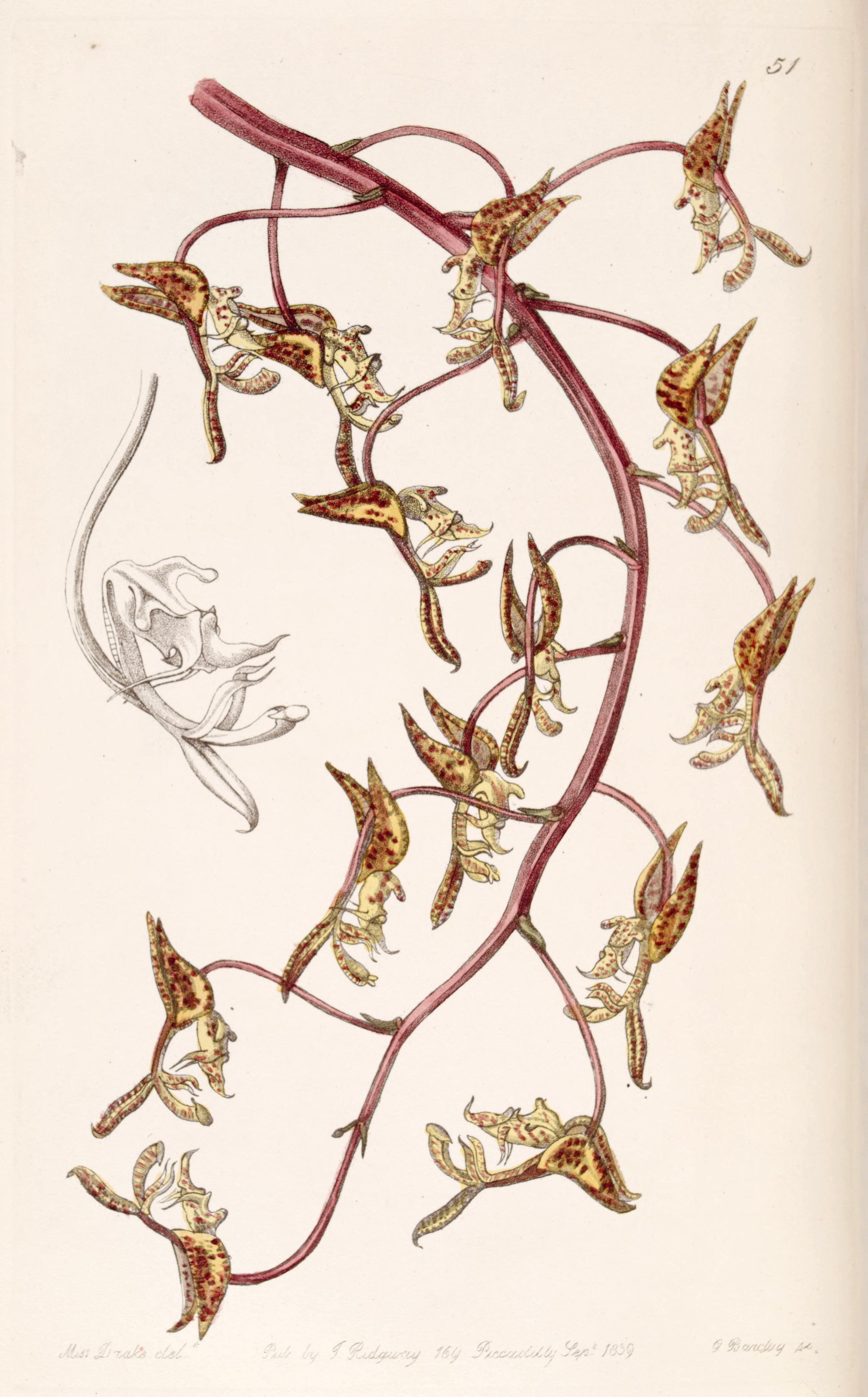
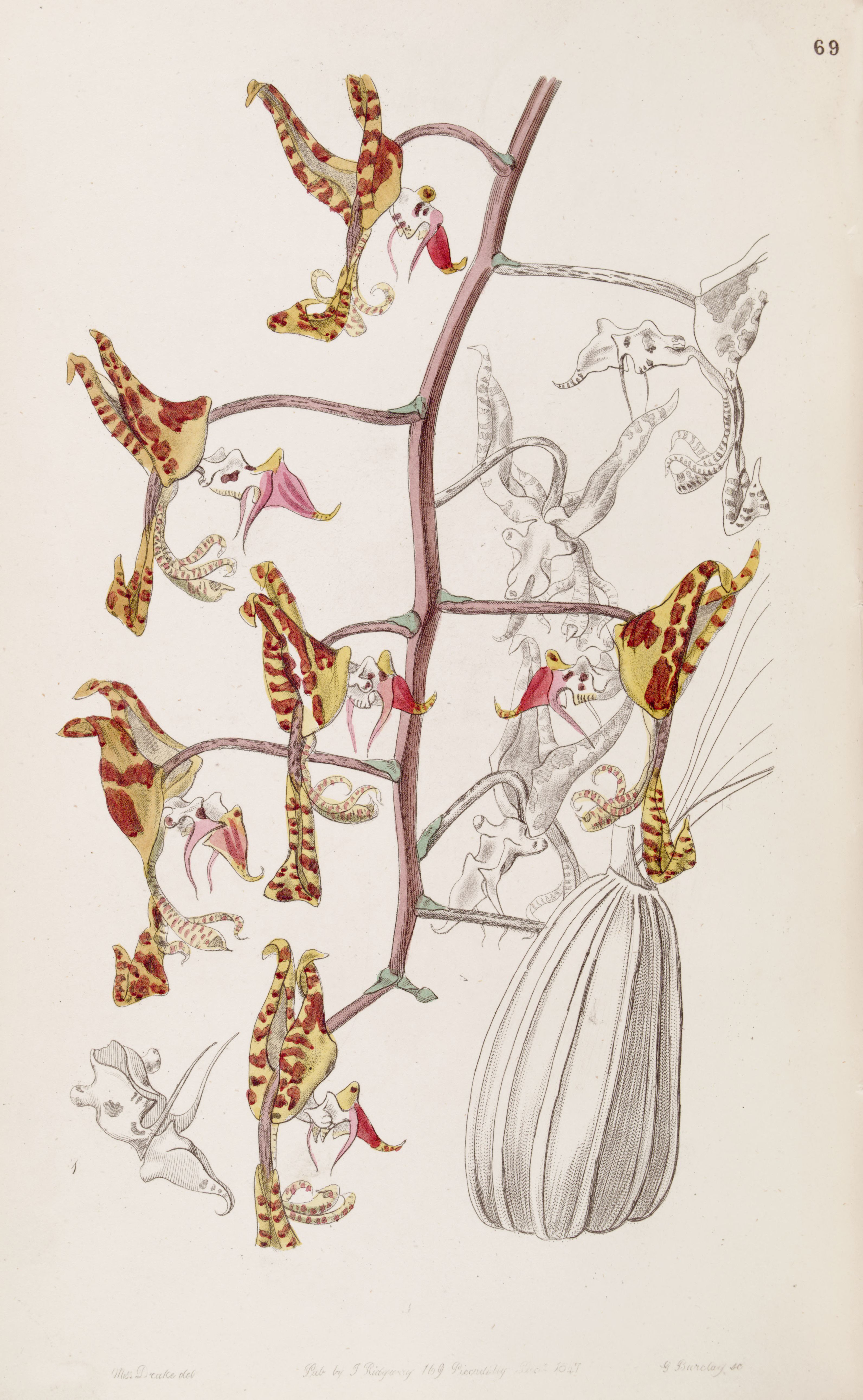